# 구조인류학
구조인류학(構造人類學, structural anthropology)은 불변의 깊은 구조가 모든 문화에 존재하고 결과적으로 모든 문화적 관행이 다른 문화에서 상동 대응물을 가지며 본질적으로 모든 문화가 평등하다는 클라우드 레비 스트라우스(Claude Lévi-Strauss)의 1949년 아이디어를 기반으로 하는 사회문화 인류학 학문이다.
레비 스트라우스의 접근 방식은 대부분 마르크스와 헤겔이 설명한 변증법에서 비롯되었지만 변증법(개념으로서)은 고대 그리스 철학까지 거슬러 올라간다. 헤겔은 모든 상황이 두 가지 반대되는 것과 그 해결책을 제시한다고 설명한다. 피히테(Fichte)는 이것을 "정립, 대조 및 종합"이라고 불렀다. 레비 스트라우스는 문화에도 이러한 구조가 있다고 주장했다. 예를 들어, 그는 반대되는 생각이 어떻게 싸워 결혼, 신화 및 의식의 규칙을 확립하기로 결정했는지 보여주었다. 그는 이러한 접근 방식이 참신하고 새로운 아이디어를 만들어냈다고 느꼈다. 그는 다음과 같이 말했다.
사람들은 높고 낮음, 내부와 외부, 사람과 동물, 삶과 죽음과 같은 이분법적 대립의 관점에서 세상을 생각하며 모든 문화는 이러한 대립의 관점에서 이해될 수 있다. "처음부터" 그는 "시각 인식 과정은 이분법적 대립을 사용한다.
구조 분석을 수행하는 사람들만이 그들이 실제로 하려고 하는 것이 무엇인지 알고 있다. 즉, 최근 몇 세기 동안 상호 배타적이라고 믿었던 "협소한" 과학적 관점을 재결합하는 것이다: 감성과 지성, 질과 양, 구체적인 그리고 기하학적인 것, 또는 오늘날 우리가 말하는 "에틱"과 "에믹".
남아메리카에서 그는 아마존 열대 우림 문화 전반에 걸쳐 "이중 조직"이 있으며 이러한 "이중 조직"이 반대와 합성을 나타낸다는 것을 보여주었다. 예를 들어, 아마존의 게(Gê) 부족은 그들의 마을을 두 개의 라이벌 절반으로 나누는 것으로 밝혀졌다. 그러나 반쪽의 멤버들은 서로 결혼하여 반대를 해결했다.
그는 문화가 삶과 죽음을 모두 고려해야 하고 그 둘 사이를 매개할 수 있는 방법을 가질 필요가 있다고 주장했다. 신화(여러 권의 신화 참조)는 다양한 방식으로 반대되는 것을 결합한다.
가장 저명한 구조 인류학자 중 세 명은 레비 스트라우스 자신과 영국의 신구조학자인 로드니 니드햄(Rodney Needham)과 에드먼드 리치(Edmund Leach)이다. 후자는 "시간과 거짓 코"(Rethinking Anthropology에서)와 같은 에세이의 저자였다.

## 영향
레비 스트라우스는 페르디낭 드 소쉬르(Ferdinand de Saussure), 로반 자콥슨(Roman Jakobson), 에밀 뒤르켐(Émile Durkheim) 및 마셀 마우스를 포함하여 구조 언어학에서 많은 아이디어를 얻었다. 소쉬르는 언어학자들이 파롤(개별 화행)의 기록을 넘어 각 언어의 문법인 랑그를 이해해야 한다고 주장했다.
레비 스트라우스는 인간 행동의 모든 행위의 기초가 되는 정신 구조를 찾는 데 이 구분을 적용했다. 그는 화자가 문법을 인식하지 않고 말할 수 있는 것처럼 인간은 일상 생활에서 사회 구조의 작동을 인식하지 못한다고 주장했다. 사회의 "심층 문법"을 형성하는 구조는 마음에서 시작하여 무의식적으로 작동한다(프로이트적 의미는 아니지만).
또 다른 개념은 프라하 언어학파에서 차용한 것으로, 연구에 소위 이항대립법을 사용했다. 로만 자콥슨과 다른 사람들은 "무성" 대 "성성"과 같은 특정 기능의 유무에 따라 소리를 분석했다. 레비 스트라우스는 이것을 마음의 보편적 구조에 대한 개념화에 포함시켰다. 그에게 대립은 사회 구조와 문화의 기초를 형성했다.

## 같이 보기
- 구조주의
- 탈구조주의
- 구조 기능주의
- 클로드 레비스트로스
- 로만 야콥슨
- 마르셀 모스